# Sant Martí d'Alins
Sant Martí d'Alins era una capella de la vila d'Alins, en el terme municipal del mateix nom, a la comarca del Pallars Sobirà.
Està situada en el centre de la població.
A penes hi ha documentació sobre aquesta església, citada el 1075 en una donació referida a Sant Julià d'Ainet de Besan. Torna a ser esmentada al segle xvi al Spill... de Pere Tragó, i el 1758, en una visita pastoral on es diu que és una capella pública en bon estat. Finalment, el 1904 apareix en un pla parroquial del bisbat d'Urgell.
En l'actualitat només queden algunes restes, d'aquesta capella, que no permeten cap anàlisi en profunditat de l'edifici.